# Statens priskontrollnämnd
Statens priskontrollnämnd var mellan 1940 och 1956 en statlig myndighet i Sverige.
På grund av risken för prisstegringar tillsattes 1939 en nämnd, de s.k. prissakkunniga, som skulle övervaka prisbildningen i Sverige. Prisregleringen kom snart att skärpas och de prissakkunniga ersattes 1940 av Statens priskontrollnämnd, som skulle ta emot anmälningar om avvikelser från normalpriset, göra utredningar och förhandla med företag och organisationer om prissättningen. År 1941 utökades övervakningen av prisbildningen och från 1942 infördes allmänt prisstopp. Att kontrollera detta blev då en huvudsaklig uppgift för Statens priskontrollnämnd. Efter andra världskriget fortsatte priskontrollen, men började avvecklas under 1950-talet. Priskontrollnämnden arbetade då alltmer med utredningar om priser och liknande verksamhet. Myndigheten upphörde från och med 1957, då dess uppgifter fördes över till Statens pris- och kartellnämnd.